# Sankt Galler Tagblatt
Le Sankt Galler Tagblatt (St. Galler Tagblatt dans sa version abrégée en allemand) est un quotidien suisse régional de langue allemande. Il est le premier quotidien de Suisse orientale.

## Histoire
Le Sankt Galler Tagblatt est fondé en 1839 par Karl Peter Scheitlin, sous le nom de Tagblatt der Stadt St. Gallen und der Kantone St. Gallen und Appenzell (litt. quotidien de la ville de Saint-Gall et des cantons de Saint-Gall et d'Appenzell). Il est publié à partir de 1841 par la maison d'édition Zollikofer à Saint-Gall et prend son nom actuel en 1910.
Au départ feuille d'avis de petit format, il devient avec le temps un journal d'opinion radical, tout en restant indépendant du parti. De 1885 à 1969, il paraît deux fois par jour, le matin et le soir. Il a pour supplément les St. Galler Blätter entre 1853 et 1917.
Dans les années 1960 et 1970, il reprend un grand nombre de journaux indépendants, dont il fait des éditions régionales, ce qui lui permet de devenir le quotidien de Suisse orientale au plus fort tirage. Il se transforme à cette époque en tribune ouverte à diverses opinions.
À la fin de 1989, la Neue Zürcher Zeitung réussit à acquérir la majorité des actions. En 1998, le Sankt Galler Tagblatt reprend les abonnés de l'Ostschweiz (de). Il fournit à partir de la même année les pages d'informations générales de la Wiler Zeitung (de)/Volksfreund, du Rheintaler (de), de l'Appenzeller Zeitung (de) et du Toggenburger (de).

### Tirage
- 1860 : 4 000 exemplaires environ [1]
- 1989 : 70 000 exemplaires environ [1]
- 2009 : 99 000 exemplaires (avec les sept éditions régionales)[1]
- 2015 : 123 000 exemplaires environ[2]
- 2020 : 104 000 exemplaires environ[2]
- 2022 : 95 000 exemplaires environ[2] (27 493 exemplaires sans les éditions régionales[3])

## Rédacteur en chef
- depuis août 2016 : Stefan Schmid[4]
- printemps 2009[5] - fin avril 2016[4] : Philipp Landmark
- 1993 - 2008 : Gottlieb F. Höpli[4]